# Kwon Ki-ok
Kwon Ki-ok (Pionyang, 11 de gener de 1901-19 d'abril de 1988) va ser la primera aviadora coreana, i també la primera aviadora de la Xina.

## Biografia
Kwon va néixer en el llogaret Sangsugu de Pionyang, sent la filla menor de Gwon Don-gak i Jang Mun-myeong. Va assistir a l'Escola Sunghyeon de Pionyang, de la qual es va graduar en 1918. Va trobar la seva passió per volar l'any 1917, quan va assistir a una exhibició del pilot acrobàtic dels Estats Units Art Smith.
L'any següent, va participar en el Moviment Primer de Març per la qual cosa es va veure obligada a passar tres setmanes a la presó. Després del seu alliberament, va ajudar amb activitats de recaptació de fons per a l'Associació de Dones Patriòtiques de Corea i, per aquest motiu, l'ocupació japonesa va tornar a empresonar-la, aquesta vegada per sis mesos. Després del seu alliberament, es va exiliar a la Xina. Es va instal·lar a la ciutat de Hangzhou, on estudiaria a l'Escola per a Dones de Hongdao, liderada per la l'estatunidenca Ellen Peterson. Es va enrolar en un curs de quatre anys per aprendre xinès i anglès, el qual completaria en tan sols dos anys.
En 1923, es va unir per força Aèria de la República de la Xina després de ser recomanada pel Govern provisional de la República de Corea, va estudiar pilotatge a la província de Yunnan i es va graduar en 1925, sent l'única dona de la promoció.
Després de la graduació, va estar aquarterada a Pequín, però en 1927 va ser traslladada a Nanquín. En 1940 va aconseguir el rang de Tinent coronel.
En 1940, en acabar la Segona Guerra Mundial i després que Corea recuperés la independència, Kwon va tornar al seu país, on va ser clau per a la creació de la Força Aèria de la República de Corea. Durant la Guerra de Corea, Kwon va ser membre del Ministeri de Defensa de Corea del Sud. Després de la guerra es va retirar de la funció pública, va ser vicepresidenta de l'Associació Cultural Xinesa-Coreana des de 1966 fins a 1975. Va rebre diversos reconeixements pel seu treball, incloent una condecoració presidencial en 1968 i l'Ordre de mèrit per a la Fundació Nacional per part de Corea del Sud.
Va morir el 19 d'abril de 1988, les seves restes es troben en el Cementiri nacional de Seül.

## Llegat
L'agost de 2003, va ser seleccionada com a "Activista per la Independència del Mes" pel Ministeri d'Assumptes dels Patriotes i Veterans de Corea del Sud.
En 2005, es va estrenar la pel·lícula Blue Swallow, un docudrama sobre la vida de Park Kyung-won, la primera aviadora civil de Corea. La pel·lícula es promocionava com "la pel·lícula sobre la primera aviadora coreana". Després d'un llarg debat, es va reconèixer a Kwon com la primera aviadora coreana, per la qual el distribuïdor es va veure obligat a canviar la seva campanya de màrqueting.